# Chisa Yokoyama
Chisa Yokoyama (横山 智佐 Yokoyama Chisa?, nacida el 20 de diciembre de 1969) es una conocida seiyu japonesa, nacida en Tokio.

## Roles interpretados
El orden de esta lista es personaje, serie
- Sasami y Tsunami, Tenchi Muyō!
- Sakura Shinguuji, Sakura Wars
- Ryoko Subaru, Nadesico
- Chiaki Enno, Zenki
- Lucrezia Noin, Gundam Wing
- Yuna, Galaxy Fraulein Yuna
- Ryukia, Villgust
- Ferris, Black Magic M-66
- Genki, Monster Rancher
- Noah Kaiba, Yu-Gi-Oh!
- Maria Renard, Dracula X: Nocturne in the Moonlight
- Misanagi,  Samurai x
- Chun-Li, Street Fighter II-V
- Hiromi Tengenji, namco x capcom
- Tohara y Narradora, Soredemo Sekai wa Utsukushii
- TashiguiOne Piece
- "Biscuit  Krueger" HunterxHunter 2011

## Doblaje japonés
- Clueless (1995) - voz de Cher Horowitz

## Música
Interpretó el tema Ame Okuri no Uta para el anime Soredemo Sekai wa Utsukushii.